# Cariblattoides gruneri
Cariblattoides gruneri är en kackerlacksart som beskrevs av Bonfils 1975. Cariblattoides gruneri ingår i släktet Cariblattoides och familjen småkackerlackor. Inga underarter finns listade.